# Dar (Fluss)
Der Dar ist ein Bergbach im Kanton Waadt in der Schweiz. Er bildet teilweise die Grenze zwischen Waadtländer Alpen und Waadtländer Voralpen. Er befindet sich an der Westseite des Col du Pillon und nimmt wesentliche Teile des Tauwassers des Diablerets-Bergmassivs auf. Er mündet in die Grande Eau.

## Verlauf
Der Dar entspringt am Dargletscher und fliesst zunächst ca. 2,5 km in nördlicher Richtung, bevor er sich nach der Cascade du Dar nach Westen wendet. Nach etwa 5,7 km mündet er bei Les Diablerets VD von rechts in die Grande Eau.